# 豊和村 (千葉県)
豊和村（とよわそん）は、千葉県匝瑳郡にかつて存在した村である。
現在は匝瑳市立豊和小学校等にその名をとどめる。

## 地理
- 現在の匝瑳市、旧八日市場市の北部に位置している。
- 村域は台地と平地が入り組む谷戸が多い地形になっている。

## 歴史

### 沿革
- 1889年（明治22年）4月1日 - 町村制施行に伴い、大寺村・飯塚村・内山村・米持村が合併し、香取郡豊和村が発足。
- 1948年（昭和23年）11月3日 - 匝瑳郡に移行し、匝瑳郡豊和村になる。
- 1954年（昭和29年）3月31日 - 豊和村は八日市場町・飯高村・吉田村・平和村・椿海村・匝瑳村・豊栄村・須賀村・共興村とともに合併して八日市場町が発足。豊和村は消滅。

変遷表
| 1868年 以前 | 1868年 以前 | 明治22年 4月1日 | 昭和23年 11月1日 | 昭和23年 11月1日 | 昭和29年   | 昭和29年 | 平成18年 1月23日 | 現在   |
| 1868年 以前 | 1868年 以前 | 明治22年 4月1日 | 昭和23年 11月1日 | 昭和23年 11月1日 | 3月31日    | 7月1日   | 平成18年 1月23日 | 現在   |
| ----------- | ----------- | --------------- | ---------------- | ---------------- | ---------- | -------- | ---------------- | ------ |
|             | 大寺村      | 豊和村          | 匝瑳郡 に移行    | 豊和村           | 八日市場町 | 市制     | 匝瑳市           | 匝瑳市 |
|             | 内山村      | 豊和村          | 匝瑳郡 に移行    | 豊和村           | 八日市場町 | 市制     | 匝瑳市           | 匝瑳市 |
|             | 飯塚村      | 豊和村          | 匝瑳郡 に移行    | 豊和村           | 八日市場町 | 市制     | 匝瑳市           | 匝瑳市 |
|             | 米持村      | 豊和村          | 匝瑳郡 に移行    | 豊和村           | 八日市場町 | 市制     | 匝瑳市           | 匝瑳市 |

## 人口・世帯

### 人口
総数 [単位： 人]
| 1891年（明治24年） | 2,341 |
| 1914年（大正 3年） | 3,014 |
| 1920年（大正 9年） | 2,787 |
| 1930年（昭和 5年） | 3,021 |
| 1954年（昭和29年） | 3,547 |

### 世帯
総数 [単位： 世帯]
| 1920年（大正 9年） | 510 |
| 1930年（昭和 5年） | 543 |
| 1954年（昭和29年） | 619 |